# Edificio Master
Pour plus de détails, voir Fiche technique et Distribution.
Edifício Master est un film documentaire brésilien réalisé par Eduardo Coutinho, sorti en 2002, sur les habitants d'un immeuble de la Copacabana, Rio de Janeiro,,.
En novembre 2015, le film est inclus dans la liste établie par l'Association brésilienne des critiques de cinéma (Abraccine) des 100 meilleurs films brésiliens de tous les temps.

## Synopsis
Le film présente la vie quotidienne des résidents d'Edifício Master, à Copacabana, et montre un riche panel d'histoires. Avec 276 appartements et 12 étages, l'endroit sert de maison aux personnes interrogées, qui révèlent des drames, de la solitude, des désirs et des vanités.

## Fiche technique
- Réalisation : Eduardo Coutinho
- Production : João Moreira Salles et Mauricio Andrade Ramos
- Scénario : Eduardo Coutinho
- Image : Jacques Heuiche
- Montage : Jordana Berg

## Distinctions
- Festival du film de Gramado 2002 : prix du meilleur long métrage documentaire
- Festival international du film de São Paulo 2002 : prix du meilleur long métrage documentaire
- Festival international du nouveau cinéma latino-américain de La Havane 2002 : prix de la critique du meilleur documentaire